# Felegara
Felegara è una frazione del comune di Medesano, in provincia di Parma.
La località, seconda per numero di abitanti all'interno del territorio comunale dopo il capoluogo, dista circa 4,16 km da Medesano.

## Geografia fisica
La frazione sorge in posizione pianeggiante ai piedi dei primi rilievi appenninici, sulla sponda sinistra del fiume Taro, in corrispondenza della sua confluenza col torrente Dordone, che lambisce il centro di Felegara; la località è inoltre attraversata dal canale del Duca, coperto dal 2008 da una pista ciclabile.

## Origini del nome
Il nome della località, detta Ferigaria nel X secolo, potrebbe derivare dal latino Felix, col significato di "felce", oppure, secondo altre ipotesi, da Folagaria, in riferimento alle folaghe che ne popolavano originariamente le paludi.

## Storia
La prima testimonianza dell'esistenza di un centro abitato a Felegara, sorto lungo il percorso della via Francigena, risale al 1º aprile del 924, quando fu menzionato in un atto dell'archivio capitolare un tale "Leoni quondam Ursoni de Ferigaria".
Il 14 ottobre del 972 o 978 il feudatario felegarese Guarmondeo, figlio di Witegau, appartenente al Comitato parmense nonostante le origini francesi, lasciò il eredità il castello e la chiesa al Capitolo della Cattedrale di Parma.
Al borgo originario a sud-est, detto "Felghèra in fonda" o "Felghèra vecia", si affiancò nel tempo un secondo nucleo più a nord, detto "Felghèra in sima", separati dagli inizi del XX secolo dalla ferrovia Fidenza-Fornovo; nel 1299 vi sorsero due distinte cappelle, dedicate rispettivamente a san Giovanni Battista e san Lorenzo.
Nel 1442 il duca di Milano Filippo Maria Visconti assegnò al condottiero Niccolò Piccinino Felegara, unitamente a molti altri castelli del Parmense sottratti al marchese Rolando il Magnifico.
Nel XVIII secolo il feudo fu assegnato ai Sanvitale, che ne mantennero i diritti fino alla loro abolizione sancita da Napoleone per il ducato di Parma e Piacenza nel 1805.
La vicinanza col torrente Dordone causò nei secoli numerose inondazioni nel borgo; tra le più tragiche sono ricordate quelle del 1880, del 1888 e del 1902, in seguito alle quali furono realizzati gli argini a difesa del centro abitato; intorno al 1970 il corso d'acqua fu infine deviato a sud del paese. Ciò tuttavia non risparmiò Felegara da altri eventi catastrofici, causati nel 1935 e nel 1987 dalla furia del vicino fiume Taro.

## Monumenti e luoghi d'interesse

### Chiesa di San Giovanni Battista

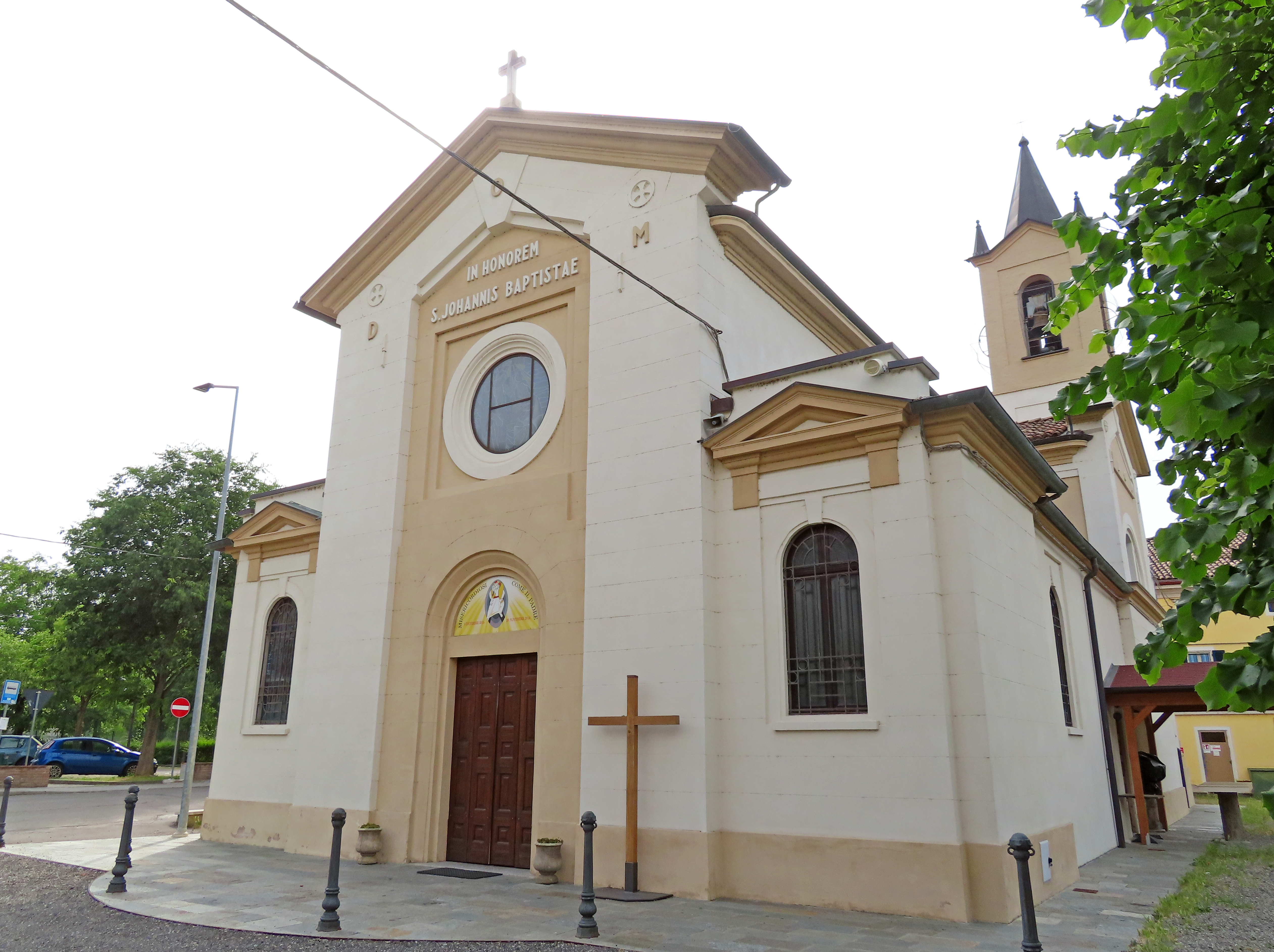
Chiesa di San Giovanni Battista

Menzionata per la prima volta nel 1230, la chiesa originaria, elevata a sede parrocchiale nel 1564, fu abbattuta dopo il 1579 e ricostruita tra il 1627 e il 1714; dotata nel 1790 di campanile sopraelevato nel 1920, fu radicalmente ristrutturata in forme moderniste e ampliata tra il 1934 e il 1938 su progetto dell'architetto Moderanno Chiavelli, che ricostruì anche la facciata; decorata nel 1959 su disegno dell'architetto Marco Pellegri, fu restaurata tra il 2014 e il 2016. Il luogo di culto è ornato internamente sugli archi, sulle paraste e sul catino absidale con piastrelle in cotto eseguite dallo scultore Mario Orlandini, che realizzò anche l'altare maggiore in marmo e il ciclo di pannelli in rilievo del presbiterio.

### Castello
Costruito entro il X secolo, il castello fu donato nel 972 o 978 al Capitolo della Cattedrale di Parma; demolito nel 1295 per volere del Comune di Parma, non fu più ricostruito; oggi sui suoi resti sepolti sorge il cosiddetto "campo del castello"; l'unica testimonianza sopravvissuta del sistema fortificato difensivo del borgo è rappresentato dalla torre medievale di via Dordone.

## Infrastrutture e trasporti
La frazione, lambita dall'autostrada della Cisa, è attraversata dall'ex strada statale 357 di Fornovo, ora provinciale.
A servizio di Felegara e della vicina Sant'Andrea Bagni, lungo la ferrovia Fidenza-Fornovo che taglia in due parti Felegara si trova la stazione di Felegara-Sant'Andrea Bagni, chiusa al traffico passeggeri dalla fine del 2013.

## Sport

### Calcio
Sono due le società sportive calcistiche della frazione: la Felegara '07 e la Felegarese.